# JO1DER SHOW 2025 ‘WHEREVER WE ARE’ IN TOKYO DOME
『JO1DER SHOW 2025 ‘WHEREVER WE ARE’ IN TOKYO DOME』（ジェイオーワンダーショー 2025 ウェアエバー ウィー アー イン トウキョウ ドーム）は、日本のグローバルボーイズグループ・JO1の単独公演。

## ライブ

### JO1DER SHOW 2024 ‘WHEREVER WE ARE’
11月と12月の2か月間に渡って4都市14公演を開催したJO1の全国ツアー。7月28日に開催されたファンミーティング『2024 JO1 “JAM感謝祭” 〜SUMMER FESTIVAL〜』にて開催が発表された。
過去の国内ツアーと同様に生バンド編成での披露。
12月12日（JAMの日）の兵庫公演では、ライブストリーミング配信が行われた。
|    | 開催日   | 開演  | 場所                        | 備考                     |
| -- | -------- | ----- | --------------------------- | ------------------------ |
| 1  | 11月23日 | 18:00 | 神奈川 Kアリーナ横浜        |                          |
| 2  | 11月24日 | 12:30 | 神奈川 Kアリーナ横浜        |                          |
| 3  | 11月24日 | 18:30 | 神奈川 Kアリーナ横浜        |                          |
| 4  | 12月7日  | 18:00 | 兵庫 神戸ワールド記念ホール |                          |
| 5  | 12月8日  | 12:30 | 兵庫 神戸ワールド記念ホール |                          |
| 6  | 12月8日  | 18:00 | 兵庫 神戸ワールド記念ホール |                          |
| 7  | 12月11日 | 18:30 | 兵庫 神戸ワールド記念ホール |                          |
| 8  | 12月12日 | 18:30 | 兵庫 神戸ワールド記念ホール | ライブストリーミング配信 |
| 9  | 12月21日 | 12:30 | 静岡 静岡エコパアリーナ     |                          |
| 10 | 12月21日 | 18:00 | 静岡 静岡エコパアリーナ     |                          |
| 11 | 12月22日 | 15:00 | 静岡 静岡エコパアリーナ     |                          |
| 12 | 12月27日 | 18:00 | 福岡 マリンメッセ福岡A館    |                          |
| 13 | 12月28日 | 12:30 | 福岡 マリンメッセ福岡A館    |                          |
| 14 | 12月28日 | 18:00 | 福岡 マリンメッセ福岡A館    |                          |

### JO1 WORLD TOUR JO1DER SHOW 2025 ‘WHEREVER WE ARE’
2～3月にかけて北米・アジアを含む世界6都市で全8公演を開催したJO1初のワールドツアー。『JO1DER SHOW 2024 ‘WHEREVER WE ARE’』の初日公演にて発表された。
当初は全7公演だったが、アメリカでの2公演が販売開始直後に即完売となったため、3月3日にNYでの追加公演開催が決定した。
|   | 開催日  | 開催国   | 場所                               | 備考     |
| - | ------- | -------- | ---------------------------------- | -------- |
| 1 | 2月15日 | 台湾     | 台北 Taipei Music Center           |          |
| 2 | 2月22日 | タイ     | バンコク TRUE ICON HALL            |          |
| 3 | 3月1日  | アメリカ | ロサンゼルス The Belasco           |          |
| 4 | 3月3日  | アメリカ | ニューヨーク Brooklyn Bowl         | 追加公演 |
| 5 | 3月4日  | アメリカ | ニューヨーク Brooklyn Bowl         |          |
| 6 | 3月23日 | 中国     | 北京 北京展覧館劇場                |          |
| 7 | 3月29日 | 韓国     | ソウル BLUE SQUARE MasterCard Hall |          |
| 8 | 3月30日 | 韓国     | ソウル BLUE SQUARE MasterCard Hall |          |

### JO1DER SHOW 2025 ‘WHEREVER WE ARE’ IN TOKYO DOME
『JO1DER SHOW 2024 ‘WHEREVER WE ARE’』の追加公演として開催されたJO1初の単独東京ドーム公演。ツアー最終日の福岡公演にて、メンバーにもサプライズで開催が発表された。
これまでの『JO1DER SHOW ‘WHEREVER WE ARE’』の公演をベースとしつつ、ドームならではの演出や特効、4月に発売されたベストアルバム『BE CLASSIC』の収録曲が追加された。
2日間で約10万人を動員した。
|   | 開催日  | 開演  | 場所            | 備考 |
| - | ------- | ----- | --------------- | ---- |
| 1 | 4月20日 | 18:00 | 東京 東京ドーム |      |
| 2 | 4月21日 | 16:00 | 東京 東京ドーム |      |

## セットリスト
1. Love seeker
2. HAPPY UNBIRTHDAY
  - 『WHERE DO WE GO』のMV撮影が行われたハワイにて、メンバーが感銘を受けた「ハカ」がダンスブレイクに取り入れられている。
3. Move The Soul
4. GrandMaster（JO1 ver.）
5. WHERE DO WE GO
6. ICY
7. Black Out（JO1 ver.）
8. Love & Hate
9. EZPZ
  - 『BE CLASSIC』収録の川尻・佐藤・豆原のユニット曲。
10. So What
  - ～14まで豆原がDJを務める「JO1DER SHOW DJ STAGE」
11. BINGO
  - 川尻・川西によるユニット。
  - 2025年1月に開催されたソロステージ『SHOW PRODUCED by MEMBERS』の『Give me your day（川尻）』『My Everything（川西）』において、互いにゲスト出演して披露された。
12. Push On
  - 金城・白岩によるユニット。
13. BONBON.
  - 鶴房のソロ。
14. Eyes On Me (feat.R3HAB)
  - 川尻・川西・金城・白岩・鶴房のユニット。
15. Mad In Love
  - 大平・木全・河野・佐藤・與那城による「JO1DER SHOW BAND STAGE」
  - 河野と與那城がギター、木全がベース、佐藤がドラム、大平がキーボードを担当した[注釈 2]。
16. Blooming Again
  - 21日公演の撮影可能曲。
17. 君のまま
18. Be There For You
  - 『BE CLASSIC』収録の大平・河野・白岩・鶴房・與那城のユニット曲。
19. Hottie with the Hot Tea
  - 『BE CLASSIC』収録の川西・木全・金城のユニット曲。
20. YOLO-konde
  - ～28まで各曲をマッシュアップした「JO1DER SHOW 2025 REMIX」
21. Speed of Light
22. Tiger
23. SuperCali
24. REAL
25. Algorithm
26. Trigger
27. Rose
28. Walk It Like I Talk It
29. BE CLASSIC
  - 本編ラストナンバー。
  - 2025年7月10日に公式YouTubeで公開された[10]。
30. Test Drive
  - 以降アンコール。
31. NEWSmile
  - ～33までメドレー形式で披露。
32. Get Inside Me
33. With Us
34. 無限大(INFINITY) 2025
35. 飛べるから
  - 『BE CLASSIC』収録曲を決めるファン投票で1位になった曲。
  - ライブ初披露
36. Bon Voyage
  - ダブルアンコール曲
  - 20日公演の撮影可能曲。

## エピソード
- 今ツアーから『〇〇 ARENA LIVE TOUR』というタイトルは廃止され、”JO1ならではの魅力を届けるショー”[11]という意味の『JO1DER SHOW』と冠した[注釈 3]。川尻はツアー初日の公演にて、「このタイトルはずっと言い続けていくタイトルになる」と説明し、「（このタイトルを）僕たちとJAMの皆さんで育てていきたい」と語った[5]。
- 最初に提案されたセットリストをメンバーで見た際、「これでは前回のツアー（BEYOND THE DARK）を越せない」と思い、バンドやラップを追加するなど大きく変更した[12]。
- 東京ドームで事務所合同ライブ『LAPOSTA 2025』の開催が2024年9月に発表され、SNSでは「JO1が東京ドームに初めて立つなら合同ライブでなく、単独にしてほしかった」というファンの声も目立っていた。LAPONEエンタテイメント代表の崔信化はファンの気持ちに共感しつつ、「僕もLAPOSTAで先に東京ドームに立つのが正しいとは思っていなかった（中略）が、それができなかったというだけなんです。」と、現実問題として様々なハードルがあったことを明かした[13]。同年12月にJO1の単独東京ドーム公演が決定した際には、「確かに『LAPOSTA』が先になってしまいましたが、LAPOSTAを実施することでそういうハードルをクリアしていった結果、実施できるところまでたどり着けたと思っています。」と語った[14]。
- 21日公演の終演後に、ドキュメンタリー映画第2弾「JO1 THE MOVIE『未完成』-Bon Voyage-」の公開が発表された[15]。映画内では本公演のライブ映像も収録されている。